# Монтвејл (Њу Џерзи)
Монтвејл (енгл. Montvale) град је у америчкој савезној држави Њу Џерзи.

## Демографија
По попису из 2010. године број становника је 7.844, што је 810 (11,5%) становника више него 2000. године.
| Група             | 2000.         | 2010.         |
| Белци             | 6.358 (90,4%) | 6.395 (81,5%) |
| Афроамериканци    | 31 (0,4%)     | 81 (1,0%)     |
| Азијати           | 377 (5,4%)    | 866 (11,0%)   |
| Хиспаноамериканци | 217 (3,1%)    | 419 (5,3%)    |
| Укупно            | 7.034         | 7.844         |